# Austrobrillia chilensis
Austrobrillia chilensis är en tvåvingeart som beskrevs av Peter Scott Cranston 2000. Austrobrillia chilensis ingår i släktet Austrobrillia och familjen fjädermyggor. Inga underarter finns listade i Catalogue of Life.